# Фортуна (газове родовище)

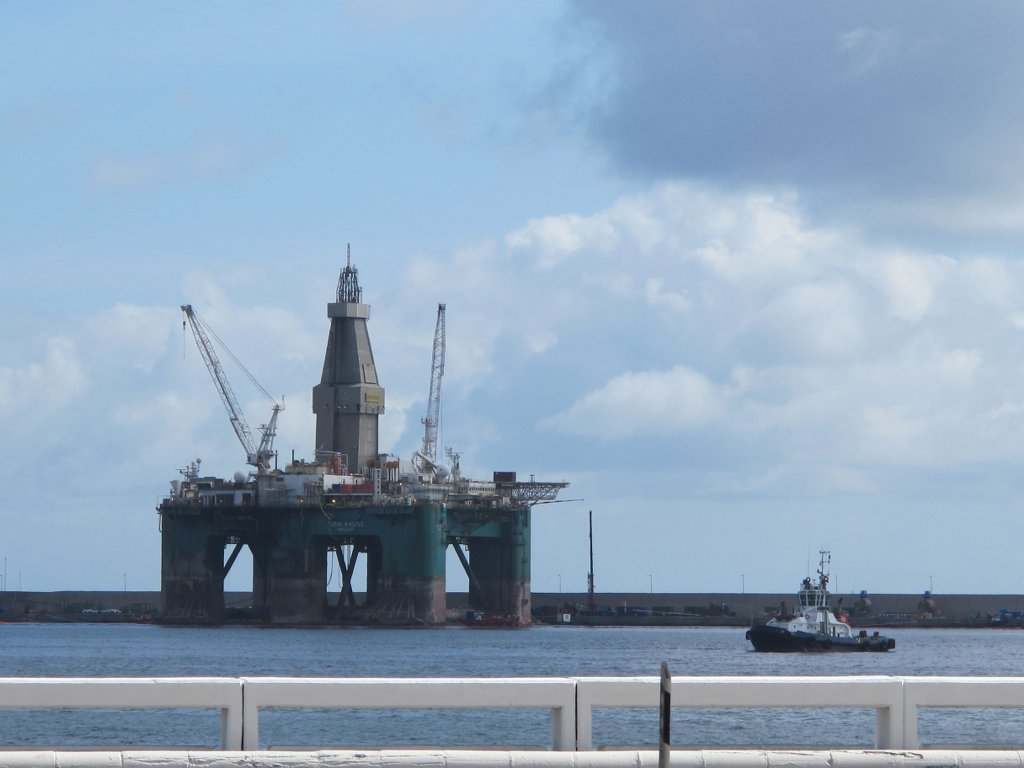
Бурове судно Eirik Raude, залучене для розвідки родовища

Фортуна — газове родовище в Екваторіальній Гвінеї, розташоване у Гвінейській затоці за 140 км на захід від острова Біоко.

## Розвідка
Фортуну виявили під час робіт в офшорному ліцензійному блоці R. Тут у 2008 році спорудили розвідувальну свердловину R-2 (Fortuna-1), яка була закладена в районі з глибиною моря 1691 метр, мала довжину 3400 метрів та пройшла через газонасичений інтервал у пісковиках турбідітового походження епохи міоцену товщиною 23 метри.
В подальшому розміри відкриття уточнили за допомогою кількох оціночних свердловин. Так, в 2012 році напівзанурене бурове судно Eirik Raude спорудило R5 (Fortuna East-1) та R6 (Fortuna West-1). Перша, закладена в районі з глибиною 1853 метри, пройшла через 40 метрів газонасичених інтервалів, тоді як друга виявила ще товщий резервуар — 60 метрів. Нарешті, за два роки судно Titanium Explorer спорудило та випробувало свердловину Fortuna-2, яка на тестуванні показала результат у 1,7 млн м3 на добу, при цьому дебіт в експлуатаційному режимі оцінили втричі більше.

## Розробка
Первісно розраховували подавати продукцію на острів Біоко, де діє завод із виробництва зрідженого природного газу Екваторіальна Гвінея ЗПГ. Проте поява технології плавучих заводів (Floating liquefied natural gas, FLNG) схилила оператора до її використання. За попередніми оцінками передбачається, що установка матиме виробничу потужність біля 3 млн тон (4,2 млрд м3) на рік та буде обладнана резервуарами для накопичення ЗПГ об'ємом 230 тисяч м3.
Фортуну збираються розробляти через три свердловини, крім того, ще одна буде пробурена на залягаюче глибше родовища Viscata. Добовий видобуток планується на рівні до 12,4 млн м3.

## Запаси
За результатами тестування запаси родовища оцінили у 37 млрд м3 газу.

## Учасники проекту
Роботи у ліцензійному блоці R здійснюються під операторством компанії Ophir Energy, яка має 80 % частку проекту. Ще 20 % належить державній компанії Екваторіальної Гвінеї GEPetrol.